# 729
Năm 729 trong lịch Julius.